# نظرية الاحتمالية التراكمية

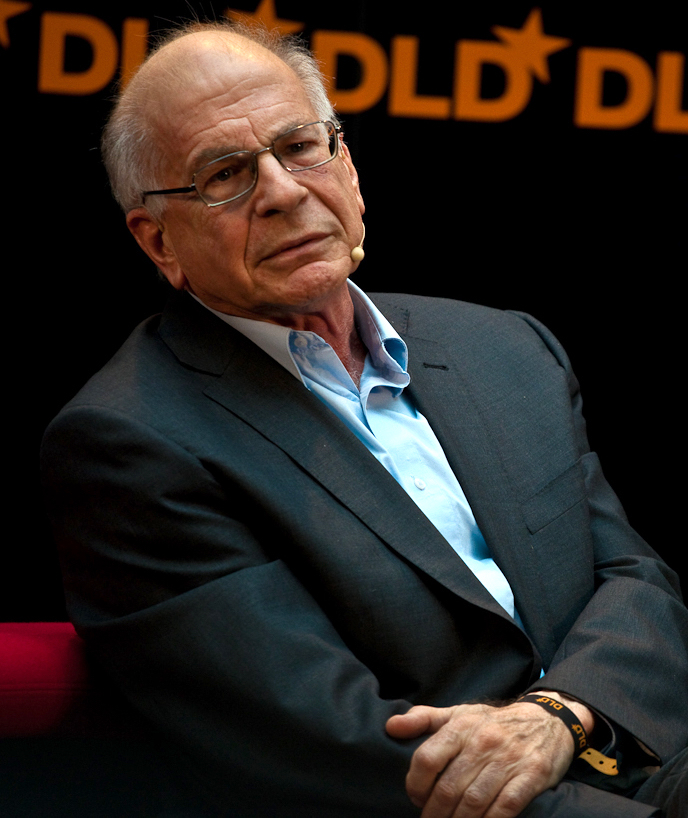
دانيل كاهينمان

نظرية الاحتمالية التراكمية (CPT) هي نموذج للقرارات الوصفية المعرضة للخطر والتي قدمها أموس تفريسكي (Amos Tversky) ودانيل كاهينمان (Daniel Kahneman) في 1992 (تفريسكي، كاهينمان، 1992). وتعتبر تطورًا كبيرًا ومختلفًا لنظرية الاحتمالية. والفرق بين هذا الإصدار والإصدار الأصلي من نظرية الاحتمالية أنه يتم تطبيق عملية الترجيح على وظيفة توزيع الاحتمالية التراكمي، كما في نظرية الفوائد المتوقعة المعتمدة على الرتبة ولا يتم تطبيقها على احتمالات النتائج الفردية. في عام 2002، تسلم دانيل كاهينمان جائزة نوبل في العلوم الاقتصادية لمساهمته في الاقتصاد السلوكي، وبالأخص تطوير نظرية الاحتمالية التراكمية (CPT).

## ملخص النموذج

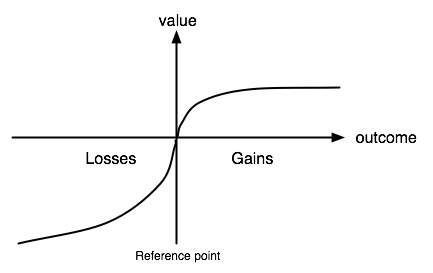
دالة قيمة نموذجية في نظرية الاحتمالية ونظرية الاحتمالية التراكمية. حيث تُرجع القيم للنتائج المحتملة من يانصيب.

الملاحظة الرئيسية لنظرية الاحتمالية التراكمية (وسابقتها، نظرية الاحتمالية) هي أن الناس يميلون للتفكير في النتائج المحتملة المرتبطة عادة بنقطة مرجعية معينة (الوضع الراهن غالبًا) وليس بالوضع النهائي، وهي ظاهرة تسمى تأثير التشكيل. إضافة إلى أنهم لديهم مواقف خطر مختلفة تجاه المكاسب (النتائج فوق النقطة المرجعية) والخسائر (النتائج تحت النقطة المرجعية) ويهتمون عمومًا بالخسائر المحتملة أكثر من المكاسب المحتملة (تجنب الخسائر). وأخيرًا يميل الناس إلى الاهتمام بالأحداث بعيدة الاحتمال وإهمال الأحداث «العادية» . والنقطة الأخيرة هي على النقيض من نظرية الاحتمالية التي تفترض أن الناس يهتمون بالأحداث، بعيدة الاحتمال، بشكل مستقل عن نتائجها النسبية.
ضمّنت نظرية الاحتمالية التراكمية هذه الملاحظات في تعديل نظرية الفائدة المتوقعة من خلال استبدال الثروة النهائية بالفوائد المرتبطة بالنقطة المرجعية، مع استبدال دالة الفائدة بدالة قيمة تعتمد على النتيجة النسبية، واستبدال الاحتمالات التراكمية بالاحتمالات التراكمية المرجحة.
في الحالة العامة، يؤدي هذا إلى الصيغة التالية للفائدة الشخصية لأحد النتائج الخطرة الموصوفة بإجراء الاحتمالية {\displaystyle p}:
{\displaystyle U(p):=\int _{-\infty }^{0}v(x){\frac {d}{dx}}(w(F(x)))\,dx+\int _{0}^{+\infty }v(x){\frac {d}{dx}}(-w(1-F(x)))\,dx,}
حيث {\displaystyle v} هي دالة القيمة (الشكل النموذجي موضح في الشكل 1)،
و{\displaystyle w} هي دالة الترجيح (كما هي مرسومة في الشكل 2)
و{\displaystyle F(x):=\int _{-\infty }^{x}\,dp}, أي تكامل إجراء الاحتمالية فوق كل القيم حتى{\displaystyle x} هي الاحتمالية التراكمية. هذا يُعمّم الصيغة الأصلية بواسطة تفريسكي وكاهينمان من نتائج متميزة عديدة محدودة إلى نتائج غير محدودة (مستمرة).

## الاختلافات عن نظرية الاحتمالية
التعديل الأساسي على نظرية الاحتمالية هو، كما في نظرية الفوائد المتوقعة المعتمدة على الرتبة، أنه يتم تحويل الاحتمالات التراكمية بدلاً من الاحتمالات ذاتها. يؤدي هذا إلى الاهتمام سالف الذكر بالأحداث النهائية التي تحدث باحتمالية ضعيفة، بدلاً من الاهتمام بكل الأحداث ذات الاحتمالية الضعيفة. ساعد هذا التعديل في تجنب خرق الترتيب الأول للهيمنة التصادفية وجعل تعميم توزيعات النتيجة التعسفية أكثر سهولة. لذلك تعد نظرية الاحتمالية التراكمية (CPT) تحسينًا لنظرية الاحتمالية استنادًا إلى أسباب نظرية.

## التطبيقات
تم تطبيق نظرية الاحتمالية التراكمية على مجموعة متنوعة من المواقف والتي تبدو غير متناسقة مع المنطق الاقتصادي القياسي، بالأخص لغز السندات الإنصافية، ولغز تخصيص الأصول، والانحياز للوضع الراهن، وألغاز المقامرة والمراهنة المختلفة، والاستهلاك الزمني وزيادة القيمة عند التملك (تأثير إندومنت).